# Knoxville Force
O Emerald Force Soccer Club, mais conhecido como Knoxville Force, foi um clube americano de futebol  sediado em Knoxville, Tennessee, Estados Unidos. Fundada em 2010, a equipe  fez parte da Conferência do Sudeste na Região Sul da National Premier Soccer League (NPSL), o quarto nível no sistema de ligas de futebol nos Estados Unidos. Além disso, o clube possuiu uma equipe feminina que competiu na Conferência do Sudeste da Women's Premier Soccer League.

## História
O Knoxville Force começou a jogar na temporada de 2011 da NPSL. O grupo fundador da equipe foi Knoxville Soccer, LLC. Barry Goss serviu como presidente e proprietário majoritário da equipe, enquanto seu filho, Jason Goss, serviu como gerente geral da equipe.
O Force terminou sua temporada inaugural em 5ª na Conferência do Sudeste com 3 vitórias, 6 derrotas e 1 empate na conferência.
O Force iniciou a campanha de 2012 com uma vitória por 1-0 sobre o rival no estado, Chattanooga FC, e terminou com 6 vitórias e 4 derrotas na conferência, 2º lugar na classificação final da conferência.
Em 2013 terminou a temporada com apenas 1 vitória na conferência para ir junto com 4 derrotas e 5 empates, o que levou a uma posição de 5º lugar na classificação final da Southeast Conference.
A temporada de 2014 foi o pior desempenho em campo da equipe até o momento. A equipe terminou sem vitórias e apenas 2 empates, para 8 derrotas. Eles terminaram em último lugar na conferência. A partir de 2014, a Knoxville Force fundiu suas operações de futebol com a Emerald Youth Foundation.
A temporada de 2015 contou com muitos pontos positivos fora de campo, com a mudança para o novo Sansom Sports Complex, o crescimento da estrutura da academia e o desenvolvimento do grupo de torcedores do Scruffy City Syndicate. No campo, os resultados foram misturados. Os homens novamente não venceram os jogos da conferência, perderam sete e empataram 3. Eles novamente colocados em último lugar na conferência. Eles, no entanto, tiveram duas vitórias contra o Birmingham Hammers, uma equipe de expansão que estaria na conferência do Force partir de 2016. Enquanto as lutas do time masculino continuavam, a temporada de 2015 foi muito positiva para o time feminino. Eles estavam invictos na temporada regular vencendo 6 jogos e empatando 1, o que os tornou campeões da conferência. Nos playoffs, derrotaram o Chattanooga FC por 3-2 na segunda prorrogação e derrotaram o FC Nashville Wolves na disputa de pênaltis. Sua temporada chegou ao fim no Campeonato Regional, quando sua primeira derrota da temporada veio contra o Oklahoma City FC .
Em 2016, a equipe masculina teve um novo começo com o novo técnico Bradley Camp e uma equipe em grande parte. Atingiram sua primeira vitória na conferência desde 2013 ao derrotar o Birmingham Hammers em 21 de maio de 2016. O Force derrotou o Nashville FC duas vezes na última campanha da NPSL e terminou em 4º na classificação da conferência para se qualificar para os playoffs pela primeira vez. O Force perdeu na primeira rodada dos playoffs para o eventual Semifinalista Nacional Chattanooga FC.
Em 2017, a equipe continuou a desenvolver seu sucesso com o novo técnico Chad Stocton. Eles tiveram, na maior parte das medidas, o ano mais bem-sucedido até agora, terminando em primeiro lugar em sua divisão e garantindo o Volunteer Shield pela primeira vez, mas eles caíram nas semifinais da Conferência para os eventuais campeões da conferência Inter Nashville. FC .
Em janeiro de 2019, a Emerald Youth Foundation publicou uma declaração de quatro parágrafos no site do Force explicando que embora a afiliação com o NPSL e WPSL fornecesse "visibilidade e credibilidade" a seus programas de futebol, o esforço das ligas para o futebol profissional não coincidia com as metas de Equipes adultas de Knoxville. Como o futebol continuou a crescer em popularidade nos Estados Unidos, o mesmo aconteceu com o número de adultos interessados em praticar o esporte, e a filosofia da NPSL e da WPSL mudou para se concentrar mais no desenvolvimento dos jogadores nacionais e no avanço das equipes de um mesmo nível. para o próximo. O objetivo da Juventude Esmeralda com as equipes adultas não era utilizá-las como um caminho para uma equipe de futebol da liga principal. Em vez disso, o foco estava no desenvolvimento de liderança e caráter ”.

## Rivalidades
Os clubes do Tennessee na NPSL competem por um troféu de rivalidade chamado " Volunteer Shield ". O Volunteer Shield é apresentado no final da temporada para os torcedores do clube que levou mais pontos em jogos um contra o outro, com um medalhão adicionado ao troféu comemorando o ano.
As equipas que actualmente competem pela Volunteer Shield são Knoxville Force, Chattanooga FC e Inter Nashville FC .

## Estatísticas

### Participações
|  | Participações em 2019 |

| Competição     | Competição                     | Temporadas | Melhor campanha                         | Estreia | Última | P | R |
| Estados Unidos | National Premier Soccer League | 8          | Semifinais de Conferência (2016 e 2017) | 2011    | 2018   |   | – |